# Floro Ugarte

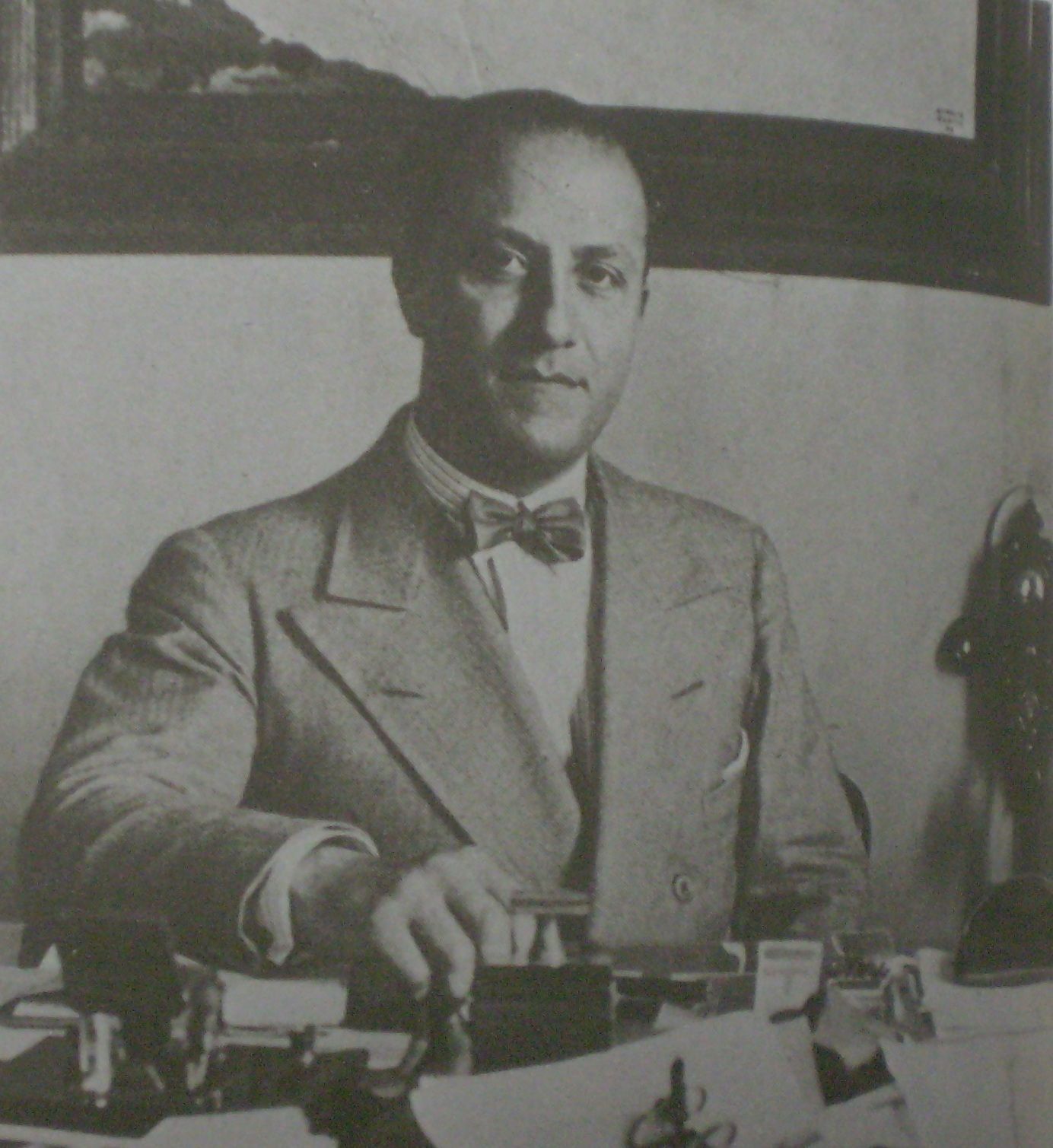
Floro Ugarte

Floro Meliton Ugarte (* 15. September 1884 in Buenos Aires; † 11. Juni 1975 ebenda) war ein argentinischer Komponist.
Ugarte studierte in Paris bei Albert Lavignac, Émil Louis Fortuné Pessard und Félix Fourdrain. Von 1913 bis 1955 unterrichtete er Komposition am Konservatorium von Buenos Aires. Daneben unterrichtete er von 1948 bis 1955 an der Universität von La Plata und leitete mehrere Jahre das Teatro Colón.
Er komponierte eine Oper und eine Tanzlegende, eine Sinfonie und eine sinfonische Dichtung, eine Orchestersuite, ein Violinkonzert, kammermusikalische Werke und Lieder.
Sein Bruder Manuel Ugarte wurde als Schriftsteller bekannt.
| Personendaten    | Personendaten            |
| ---------------- | ------------------------ |
| NAME             | Ugarte, Floro            |
| ALTERNATIVNAMEN  | Ugarte, Floro Meliton    |
| KURZBESCHREIBUNG | argentinischer Komponist |
| GEBURTSDATUM     | 15. September 1884       |
| GEBURTSORT       | Buenos Aires             |
| STERBEDATUM      | 11. Juni 1975            |
| STERBEORT        | Buenos Aires             |